# ربح الطاقة الصافي
مبدأ ربح الطاقة الصافي هو مبدأ يُستعمل في اقتصاد الطاقة وهو الفرق بين الطاقة المستخدمة للحصول على الطاقة والطاقة المستخرجة من هذا المصدر. اذًا هو مبدأ هدفه تقييم مصادر الطاقة لتحديد فعاليتهم وإمكانيّة تطويرهم. يُقال ان ربح الطاقة الصافي وليكون مستدامًا عليه ان يكون على الأقل 12. أي، ان كل ميغاوط مثلًا استُثمر في التنقيب أو الحصول عن هذا المصدر عليه ان يعطينا بالمقايل 12 ميغاوط.

## بعض مصادر الطاقة
هذه مصادر طاقة شائعة مع ربح الطاقة الصافي الخاص بها:
- النفط: 200
- طاقة شمسية: تختلف الآراء ولكن أسوأ توقّع هو 1 وأفضل توقّع هو 10.
- تحويل النفايات لطاقة: 3